# Toys of Fate (film 1918)
Toys of Fate è un film muto del 1918 diretto da George D. Baker. Sceneggiato da June Mathis, aveva come interpreti Alla Nazimova, Charles Bryant, Irving Cummings.

## Trama
Negli Stati Uniti, la zingara Hagar lascia il marito Pharos per Bruce Griswold, abbandonando per lui anche la figlia Zorah. Ma ben presto Griswold si stanca di lei e la lascia a sua volta. Disperata, la donna si suicida mentre l'amante inizia una carriera che gli porta ricchezza e potere. Passano alcuni anni. Zorah è ormai grande quando, con la sua tribù di zingari, arriva nella città dove vive Griswold. Questi, vedendola, resta affascinato da lei e se ne prende cura, mandandola a studiare. Lei si innamora di Henry Livington ma il giovane è già fidanzato e Zorah rinuncia a lui, accettando di sposare Griswold. Vedendo lo sbaglio che sta per compiere la figlia, Pharos le rivela la verità su sua madre. Zorah, allora, decide di uccidersi prendendo del veleno. Ma Griswold trova la pozione e, ubriaco, la beve. Processata per omicidio, Zorah viene assistita da Livingston che riesce a farla assolvere. L'avere però difeso una zingara provoca l'indignazione della sua fidanzata che rompe con lui. Libero da quel legame, Livingston può adesso sposare Zorah.

## Produzione
Il film, prodotto dalla Screen Classics Inc., aveva come titolo di lavorazione quello di Fate Decides.

## Distribuzione
Distribuito dalla Metro Pictures Corporation, il film fu presentato in prima a New York l'11 maggio 1918, uscendo nelle sale il giorno seguente. Il copyright del film, richiesto dalla Metro, fu registrato il 25 maggio 1918 con il numero LP12458.
Copia della pellicola si trova conservata nel Národní Filmovy Archiv di Praga.